# Calamaria ulmeri
Calamaria ulmeri este o specie de șerpi din genul Calamaria, familia Colubridae, descrisă de Sackett 1940. Conform Catalogue of Life specia Calamaria ulmeri nu are subspecii cunoscute.